# 颍泉区
颍泉区是中国安徽省阜阳市下辖的一个市辖区。区域总面积为643平方公里，常住总人口約60万。区人民政府驻人民东路。

## 行政区划
颍泉区下辖2个街道办事处、4个镇：
中市街道、周棚街道、伍明镇、宁老庄镇、闻集镇和行流镇。

## 人口
根據第七次人口普查數據，截至2020年11月1日零時，潁泉區常住人口為598004人。

## 交通
- 京九铁路、青阜铁路、漯阜铁路、阜淮铁路：阜阳北站
- 京九铁路：阜阳北站、伍明站

## 政府大楼

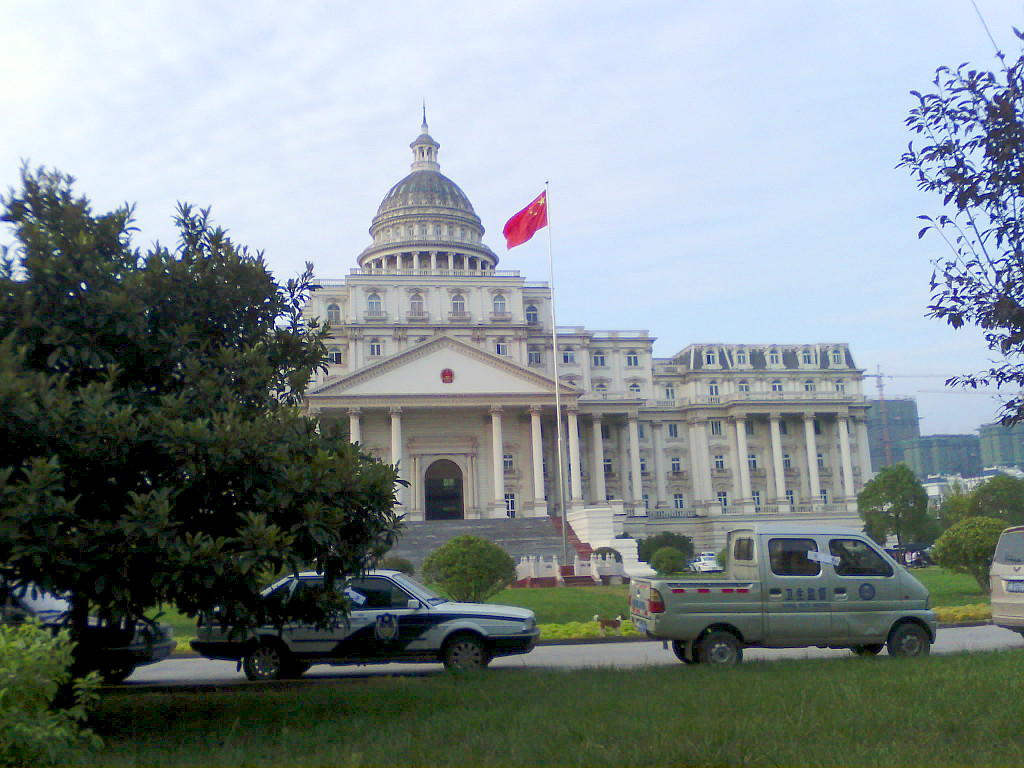
類似美國國會大廈的潁泉區政府大樓

2007年，经济不发达的颍泉区的“欧式风格”占地42亩的“机关办公区”因为奢华的外观引起非议。

### 阜阳白宫事件
2004年，阜阳市财政穷区颍泉区政府，仿照美国国会山（误解为白宫）修建豪华办公楼。办公楼对面一所小学，却无钱改造危房，向海外申请了国际援建资金。2008年，阜阳“白宫”举报人李国福被逮捕，在狱中蹊跷死亡，其家属遭到迫害和被送入精神病院。